# نجمينة
نجمينة (الاسم العلمي: Asterinae) هي عمارة نباتية تتبع فصيلة النجمية من رتبة النجميات.

## أجناس
- نجمي (الاسم العلمي: Aster)
- بليس (الاسم العلمي: Bellis)
- (الاسم العلمي: Boltonia)
- (الاسم العلمي: لؤلؤية)
- (الاسم العلمي: Lagenophora)
- (الاسم العلمي: Myriactis)
- (الاسم العلمي: Mairia)
- (الاسم العلمي: Podocoma)
- (الاسم العلمي: Tetramolopium)
- (الاسم العلمي: Psychrogeton)